# Коническая поверхность

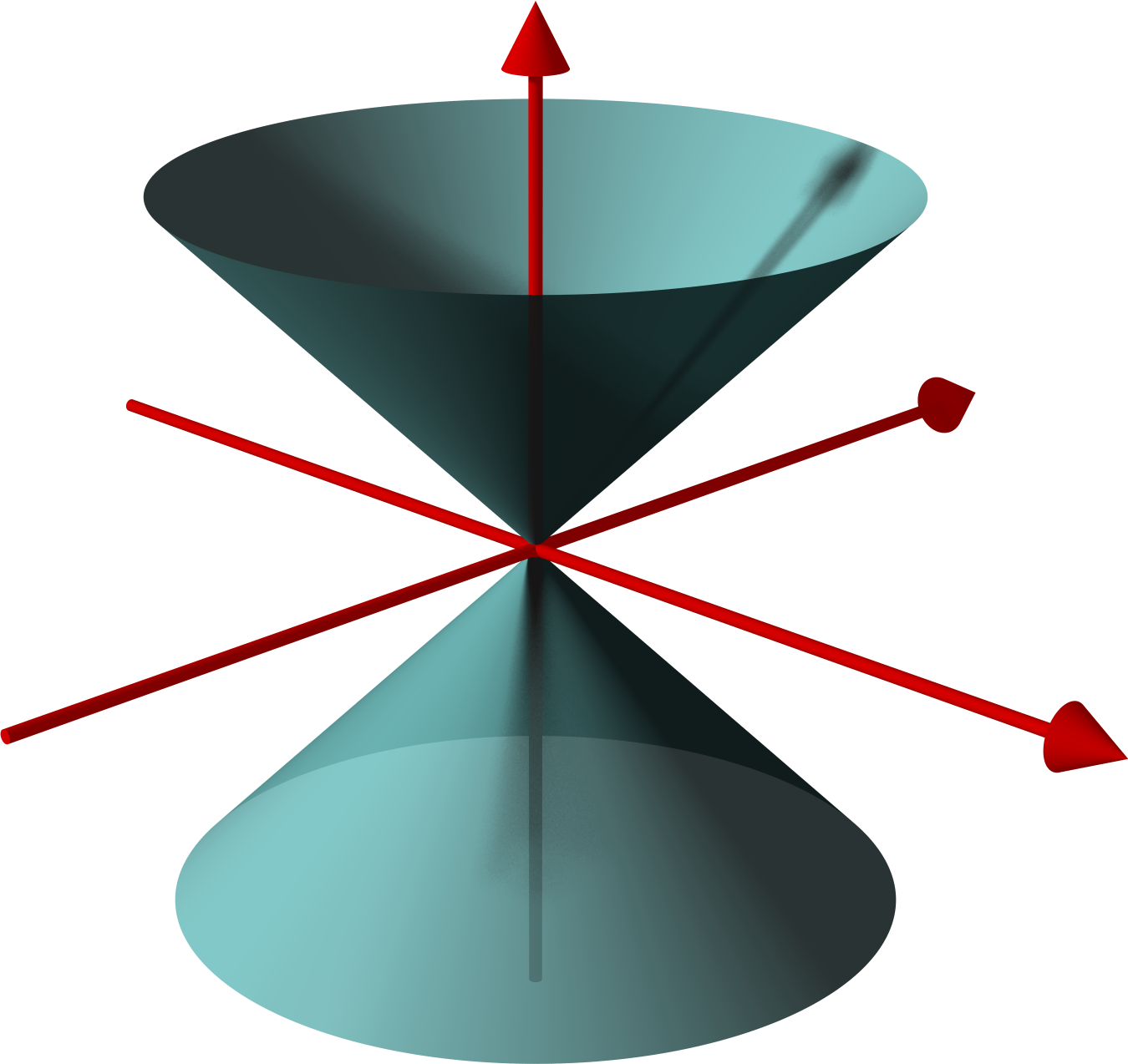
Круговая коническая поверхность

Коническая поверхность — поверхность с вершиной {\displaystyle O} и направляющей {\displaystyle G}, содержащая все точки всех прямых, проходящих через точку {\displaystyle O} и пересекающихся с кривой {\displaystyle G}. Часто под конической поверхностью подразумевают одну из её полостей.
Каноническое уравнение эллиптической конической поверхности в декартовых координатах {\displaystyle {\frac {x^{2}}{a^{2}}}+{\frac {y^{2}}{b^{2}}}-{\frac {z^{2}}{c^{2}}}=0}.